# ソナポケイズム③ 〜君との365日〜
『ソナポケイズム③ 〜君との365日〜』は、2012年1月25日に発売されたSonar Pocketの3rdアルバム。

## 概要
今作で3枚目のアルバムとなる。なお、今作は通常盤には初回限定盤よりも一曲多くボーナストラックとして収録されている。

## 収録内容

### 初回限定盤
CD
1. 365日のラブストーリー。(4:36)
2. ラブレター。〜いつだって逢いたくて〜(5:14)
3. 「でも…。でも…。でも…。」 (5:27)
4. 一期一会 (3:19)
5. ゴメンね…。〜お前との約束〜 (4:29)
6. 世界で一番ステキな君へ。 (4:56)
7. 応援歌(3:28)
8. MIKATA (5:17)
9. 泣いてもいいんだ (4:16)
10. ホントお前でよかった。 (3:54)
11. 好きだよ。〜100回の後悔〜(アコースティックver.) (5:29)
12. MY SWEET HOME (4:50)

DVD
1. MUSIC VIDEO集
  1. ラブレター。〜いつだって逢いたくて〜
  2. ゴメンね…。〜お前との約束〜
  3. 365日のラブストーリー。
  4. 「でも…。でも…。でも…。」
  5. 世界で一番ステキな君へ。
2. 会いたかったメンバー いつでも帰る場所があるんだTOUR 2011~デビュー3周年SPECIAL!!!~at 赤坂 BLITZ  LIVE映像

### 通常盤(CDのみ)
1. 365日のラブストーリー。
2. ラブレター。〜いつだって逢いたくて〜
3. 「でも…。でも…。でも…。」
4. 一期一会
5. ゴメンね…。〜お前との約束〜
6. 世界で一番ステキな君へ。
7. 応援歌
8. MIKATA
9. 泣いてもいいんだ
10. ホントお前でよかった。
11. 好きだよ。〜100回の後悔〜(アコースティックver.)
12. MY SWEET HOME
13. ソナサポに贈る歌 〜SSCのテーマ〜